# Taller
Taller (gaskonsko Talèr) je naselje in občina v francoskem departmaju Landes regije Akvitanije. Naselje je leta 2012 imelo 522 prebivalcev.

## Geografija
Kraj leži v pokrajini Gaskonji 20 km severno od Daxa.

## Uprava
Občina Taller skupaj s sosednjimi občinami Castets, Léon, Lévignacq, Linxe, Lit-et-Mixe, Saint-Julien-en-Born, Saint-Michel-Escalus, Uza-les-Forges in Vielle-Saint-Girons sestavlja kanton Castets s sedežem v Castetsu. Kanton je sestavni del okrožja Dax.

## Zgodovina
- bitka pri Talleru okoli leta 982, v kateri si je gaskonski vojvod Guilhem Sants s ključno zmago nad vikingi okrepil svoj moč nad Gaskonjo in jo versko reorganiziral.

## Zanimivosti
Skozi Taller vodi romarska pot v Santiago de Compostelo, Via Turonensis.
- cerkev sv. Jerneja iz 16. stoletja;